# 马江区
马江区（1970年5月—1978年2月）是中华人民共和国福建省福州市历史上的一个市辖区。
1970年5月，马江人民公社改制为马江区，直属福州市革命委员会，下辖马尾镇和马尾、亭江、渔业3个公社。1975年5月，亭江公社划归郊区，渔业公社划归福州水产局。1978年2月，撤销马江区，马尾镇和马尾公社划归郊区。